# عرادة يدوية
العَرَّادَة اليدوية (بالإنجليزية: Cheiroballistra، باليونانية: χειροβαλλίστρα) هي آلة حصار رومانية قديمة تعود إلى العصر الإمبراطوري. صممها هيرو الإسكندري، يتكون في الغالب من معدن (آلية النابض والخيوط)، كانت تطلق سهام أصغر من تلك الموجودة في الأشكال الأخرى من العرادات، ومصنوعة عمومًا من معدن. كان هذا هو التحسين الكبير التالي بعد آلة العقرب. 
يتكون اسم Cheiroballistra من كلمتين يونانيتين اللتين تعنيان "يد" و"قاذف"، مما يشير إلى احتمال وجود نسخ محمولة أيضًا، مشابهة للنشابيات.